# Minettia desmometopa
Minettia desmometopa is een vliegensoort uit de familie van de Lauxaniidae. De wetenschappelijke naam van de soort is voor het eerst geldig gepubliceerd in 1907 door de Meijere.